# Samuel Bowers
Samuel Holloway Bowers (n. 25 august 1924, parohia Orleans⁠(d), Louisiana, SUA – d. 5 noiembrie 2006, Mississippi, SUA) a fost un lider supremațist din Mississippi în perioada protestelor pentru drepturile civile⁠(d). Ca răspuns la această mișcare și la presupusele amenințări la adresa securității națională pe care le reprezentau iudaismului și comunismului, Bowers a înființat grupul White Knights of the Ku Klux Klan⁠(d) și a devenit Imperial Wizard. Acesta a devenit cunoscut după uciderea unor activiști pentru drepturile civile în sudul statului Mississippi: responsabil pentru uciderea activiștilor James Chaney, Andrew Goodman și Michael Schwerner⁠(d) lângă Philadelphia⁠(d) - pentru care a fost condamnat la 6 ani de închisoare - și în 1996 l-a ucis pe activistul Vernon Dahmer⁠(d) în Hattiesburg⁠(d), crimă pentru care a primit închisoare pe viață la 32 de ani după comiterea faptelor. Bowers a mai fost acuzat și de bombardarea unor zone evreiești din orașele Jackson și Meridian⁠(d) în 1967 și 1968 conform declarațiilor lui Thomas A. Tarrants III, condamnat pentru o parte dintre aceste atacuri cu bombă. A murit în închisoare la vârsta de 82 de ani.

## White Knights of the Ku Klux Klan
Bowers, alături de alți albi din sudul Statelor Unite în timpul Războiului Rece, s-a opus mișcării pentru drepturile civile pe motiv că ar fi gestionată de extrema stângă și organizată de Partidul Comunist. În acest context, Bowers a început să-și dezvolte convingerile politice. Acesta considera că Uniunea Sovietică reprezenta o clae prin care elitele evreiești să elimine creștinismul ca religie dominantă în societățile occidentale, că guvernul lui Fidel Castro recruta și asigura pregătire militară negrilor cu scopul de a invada țărmul statelor sudice⁠(d) și că guvernul Statelor Unite ar profita de ocazie să federalizeze Garda Națională⁠(d) și deporta întreaga populație albă din statul său natal.
Bowers a considerat organizația ca fiind mult prea pasivă. La 15 februarie 1964, în cadrul unei întâlniri din Brookhaven, Mississippi⁠(d), acesta a convins aproximativ 200 de membri ai organizației originale să se alăture grupului său intitulat White Knights of the Ku Klux Klan. Bowers a ocupat funcția de Imperial Wizard, a înființat o „Konstituție a KlanuluI” care să stea la baza unui „Regat Suveran în Mississippi” aflat sub conducerea sa și a unui corp politic denumit „Kongres”. În același timp, singurii care cunoșteau adevărata identitate a lui Bowers erau membrii organizației.